# Grimari
Grimari è una subprefettura della Prefettura di Ouaka, nella Repubblica Centrafricana. 